# 영천중학교 (광주)
영천중학교(靈泉中學校)는 대한민국 광주광역시 광산구 월곡동에 위치한 공립 중학교이다.

## 학교 연혁
- 2002년 12월 19일 : 학교 설립인가
- 2004년 2월 20일 : 신축교사 준공
- 2004년 3월 1일 : 제1대 서철호 교장 취임
- 2004년 3월 3일 : 개교 및 입학식
- 2007년 2월 8일 : 제1회 졸업식(377명 10학급)
- 2022년 3월 1일 : 제10대 윤아영 교장 취임
- 2025년 1월 2일 : 제19회 졸업식(156명 6학급) (총 졸업생 5,177명)
- 2025년 3월 4일 : 제22회 입학(145명 6학급)

## 참고 자료
- 영천중학교 - 한국교육학술정보원 학교알리미